# David Satcher

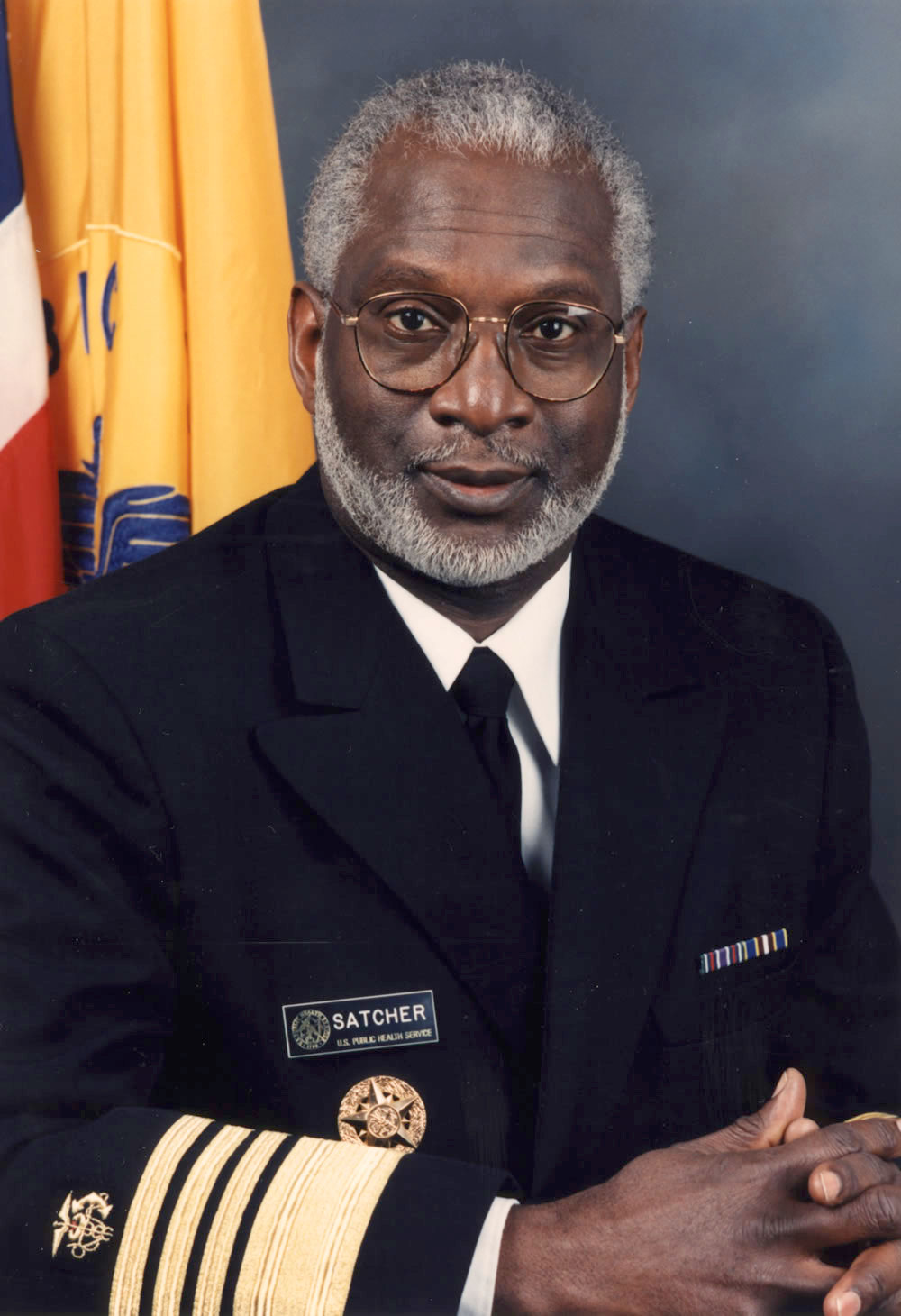
David Satcher

David Satcher (* 2. März 1941 in Anniston, Alabama) ist ein ehemaliger Admiral des US Public Health Service Commissioned Corps und diente von 1998 bis 2001 als 10. Assistant Secretary for Health, sowie zugleich von 1998 bis 2002 als 16. Surgeon General of the United States.

## Leben
Satcher graduierte 1963 am Morehouse College in Atlanta. Danach studierte er Medizin an der Case Western Reserve University. Von 1979 bis 1982 war Satcher als Professor an der Morehouse School of Medicine tätig. Von 1982 bis 1993 war er Präsident des Meharry Medical College in Nashville, Tennessee; anschließend übernahm er als Direktor die Leitung der Centers for Disease Control and Prevention. Von Februar 1998 bis Januar 2001 war Satcher Surgeon General of the United States. Er folgte in diesem Amt Joycelyn Elders; kommissarisch hatte Audrey F. Manley das Amt ausgeübt. Satcher ist Mitglied der Demokratischen Partei. 2001 wurde unter seiner Verantwortung als Surgeon General of the United States der Report The Call to Action to Promote Sexual Health and Responsible Sexual Behavior verabschiedet.
Satcher ist mit Nola Satcher verheiratet und sie haben vier gemeinsame Kinder. 1996 wurde er zum Mitglied der American Academy of Arts and Sciences gewählt.